# Sunflower (Schiff)
Die Sunflower (japanisch さんふらわあ) war ein 1972 in Dienst gestelltes Fährschiff der japanischen Reederei Nippon Kosoku Ferry und deren erster Neubau. Sie stand bis 1998 in japanischen Gewässern im Einsatz und wurde anschließend nach Südkorea verkauft, kam dort jedoch nicht wieder in Fahrt und ging 2005 nach Nordkorea. Ihr weiterer Verbleib ist unbekannt, um 2011 wurde sie aus dem Schiffsregister gestrichen.

## Geschichte
Die Sunflower wurde am 26. Januar 1971 unter der Baunummer 1158 als erste Einheit der Nippon Kosoku Ferry in der Werft von Kawasaki Heavy Industries in Kōbe auf Kiel gelegt und lief am 6. September 1971 vom Stapel. Nach ihrer Ablieferung an die Reederei am 18. Januar 1972 nahm sie am 1. Februar den Fährdienst auf der Strecke von Nagoya nach Kagoshima auf. Die Fähre war das Typschiff einer Reihe von insgesamt vier Einheiten. Ihre Schwesterschiffe waren die ebenfalls 1972 abgelieferte Sunflower 2 sowie die im Jahr darauf fertiggestellten Sunflower 5 und Sunflower 8. Die 1974 vom Stapel gelaufene, größere Sunflower 11 wird häufig auch zu der Baureihe der ersten Sunflowers gezählt, unterschied sich jedoch stark von den anderen Einheiten. 
Die Sunflower galt bei Indienststellung als erste moderne Schnellfähre Japans und besaß eine luxuriöse Ausstattung, die mit der von Kreuzfahrtschiffen verglichen wurde. So verfügte das Schiff über mehrere Restaurants, Bars und Lounges, eine Discothek, ein Theater, einen Tanzsaal, ein Spielzimmer mit Brettspielen sowie ein Kinderzimmer. An Deck befanden sich ein Schwimmbecken und ein kleineres Becken für Kinder.
Seit 1978 fuhr die Sunflower für Taiyo Ferry, 1983 wurde sie modernisiert und umgebaut. In den folgenden Jahren wechselte das Schiff noch zweimal den Betreiber: Ab 1987 fuhr sie für Kurushima Koran, 1994 übernahm Kansai Kisen Kaisha die Bereederung der Fähre, die ihre ganze Dienstzeit über auf derselben Strecke verblieb.
Im Dezember 1997 wurde die Sunflower vom Neubau Sunflower Ivory ersetzt. Im April 1998 beendete sie nach einer Dienstzeit von 26 Jahren ihre letzte Überfahrt. Sie war damit das am längsten unter japanischer Flagge im Dienst stehende der vier Schwesterschiffe. Nach ihrer Ausmusterung wurde die Sunflower nach Südkorea verkauft, dort aber nie eingesetzt, sondern stattdessen nach mehreren Jahren Liegezeit 2005 nach Nordkorea überführt. Es ist unbekannt, ob die Fähre dort nochmal zum Einsatz kam. Unbekannt ist zudem auch der weitere Verbleib der Sunflower. Um 2011 erfolgte die Streichung des Schiffes aus dem Schiffsregister, was für eine zwischenzeitliche Verschrottung sprechen würde.
2020 wurde die Sunflower von der Japan Society of Naval Architects mit dem Ship Heritage Certificate ausgezeichnet. Ein Zertifikat, mit dem herausragende Schiffe der japanischen Handelsschifffahrt geehrt werden. Die Sunflower wird hierbei als Pionier moderner, luxuriöser Autofähren bezeichnet.